# Dodovic Owiny
Dodovic Owiny (ur. 8 maja 1954) – ugandyjski bokser wagi ciężkiej.
W 1978 wywalczył brązowy medal igrzysk afrykańskich.
Brał udział w Letnich Igrzyskach Olimpijskich 1984 – w pierwszej rundzie miał wolny los, w drugiej jego rywalem był Michael Kenny z Nowej Zelandii i Owiny wygrał przez RSC. Jego następnym przeciwnikiem był Willie DeWit z Kanady, z którym ugandyjski bokser przegrał przez nokaut.